# Phanerotoma decorata
Phanerotoma decorata är en stekelart som beskrevs av Szepligeti 1914. Phanerotoma decorata ingår i släktet Phanerotoma och familjen bracksteklar. Inga underarter finns listade i Catalogue of Life.